# 1920 год в науке
В 1920 году были различные научные и технологические события, некоторые из которых представлены ниже.

## Астрономия
- Состоялся «Большой спор» между Харлоу Шепли и Гебером Кёртисом о природе спиральных туманностей и размере Вселенной.

## Химия
- Герман Штаудингер создал целостную макромолекулярную теорию строения полимеров — длинно-цепочечных молекул, состоящих из небольшого числа десятки и сотни раз повторяющихся соединений.

## Медицина
Фре́дерик Грант Ба́нтинг и Чарльз Бест открыли инсулин.

## Биология
- Отто Лёви открыл нейросекрецию.
- Николаем Ивановичем Вавиловым сформулирован закон гомологических рядов наследственности[1].

## Метеорология
Милутин Миланкович предположил, что долгосрочные климатические циклы могут быть вызваны изменениями в эксцентриситете орбиты Земли и изменения в осевом наклоне Земли.

## Солнечные затмения
- С 1916 по 1920 год солнечные затмения повторялись примерно каждые 177 дней и 4 часа при переменном узлов орбиты Луны.
- Солнечные затмения 1920 года:
  - 18 мая
  - 10 ноября.

## Физика
- Индийский физик и астрофизик Мегнат Саха предложил формулу, определяющую степень термической ионизации в газе (уравнение Саха).

## Астрономия
- Фрэнсис Пиз совместно с Альбертом Майкельсоном выполнил первое прямое измерение углового диаметра звезды Бетельгейзе (α Ориона) с помощью 6-метрового интерферометра, установленного на 100-дюймовом рефлекторе обсерватории Маунт-Вилсон[2].

## Родились
- 15 марта — Эдвард Донналл Томас, американский врач-трансплантолог (ум. 2012).
- 9 апреля — Анатолий Васильевич Ржанов, советский и российский учёный, специалист в области полупроводниковой микроэлектроники и физики поверхности полупроводников (ум. 2000).
- 23 апреля — Яков Соломонович Шифрин, советский, позднее украинский радиофизик, специалист в области теории антенн и распространения радиоволн, создатель статистической теории антенн (ум. 2019)[3].
- 21 августа — Орест Александрович Скарлато, советский и российский зоолог, малаколог, гидробиолог (ум.1994).
- 22 августа — Дентон Артур Кули, американский кардиохирург (ум. 2016).
- 5 сентября — Олег Александрович Реутов, советский химик-органик (ум. 1998).
- 23 сентября — Евгений Николаевич Соколов, советский и российский учёный, специалист в области нейронаук; основоположник советской психофизиологии (ум. 2008).
- Барух Бенасерраф, американский врач-иммунолог, лауреат Нобелевской премии (ум. 2011).

- 30 ноября — Эрнест Амано Боатенг, ганский учёный, географ, почётный профессор Университета Ганы, президент Ганской академии искусств и наук (ум. 1997).
- 6 декабря — Джордж Портер, английский физикохимик, лауреат Нобелевской премии по химии (ум. 2002).
- Жан Бенган[фр.], бельгийский папиролог и эпиграфист (ум. 2012).
- Роберт Шерк, американский антиковед (ум. 2012)[4].

## Скончались
- 6 января — Лев Платонович Симиренко, учёный-помолог и садовод, основоположник нового производственно-биологического направления в мировой помологии (род. 1855).
- 31 января — Вильгельм Пфеффер, немецкий ботаник и физиолог растений (род. 1845).
- 26 февраля — Александр Львович Бертье-Делагард, российский археолог, историк, нумизмат, инженер-генерал-майор. Выдающийся исследователь Крыма (род. 1842).
- 17 июня — Юнас Густав Вильгельм Цанер, шведский физиотерапевт,основоположник механотерапии (род. 1835).
- 30 июня — Григорий Николаевич Потанин,  русский географ, этнограф, фольклорист, ботаник, публицист, общественный деятель (род. 1835).
- 10 августа — Адам Политцер, австрийский врач, один из основоположников отиатрии (род. 1835).
- 2 декабря — Вячеслав Николаевич Щепкин, российский славист, лингвист, палеограф и историк древнерусского искусства (род. 1863).

## Награды
- Нобелевская премия:
  - Физика — Шарль Эдуар Гийом — «В знак признания его заслуг перед точными измерениями в физике — открытия аномалий в никелевых стальных сплавах».
  - Химия — Вальтер Нернст — «В признание его работ по термодинамике».
  - Медицина и физиология — Август Крог — «За открытие механизма регуляции просвета капилляров».

## Животные, описанные в 1920 году
- Бриллиантовая тетра
- Шиншиловая крыса Будина (Abrocoma budini)[5].
- Королевская змея Рутвена (Lampropeltis ruthveni)